# Jasminum elongatum
Jasminum elongatum är en syrenväxtart som först beskrevs av Peter Jonas Bergius, och fick sitt nu gällande namn av Carl Ludwig von Willdenow. Jasminum elongatum ingår i släktet Jasminum och familjen syrenväxter. Inga underarter finns listade i Catalogue of Life.

## Bildgalleri

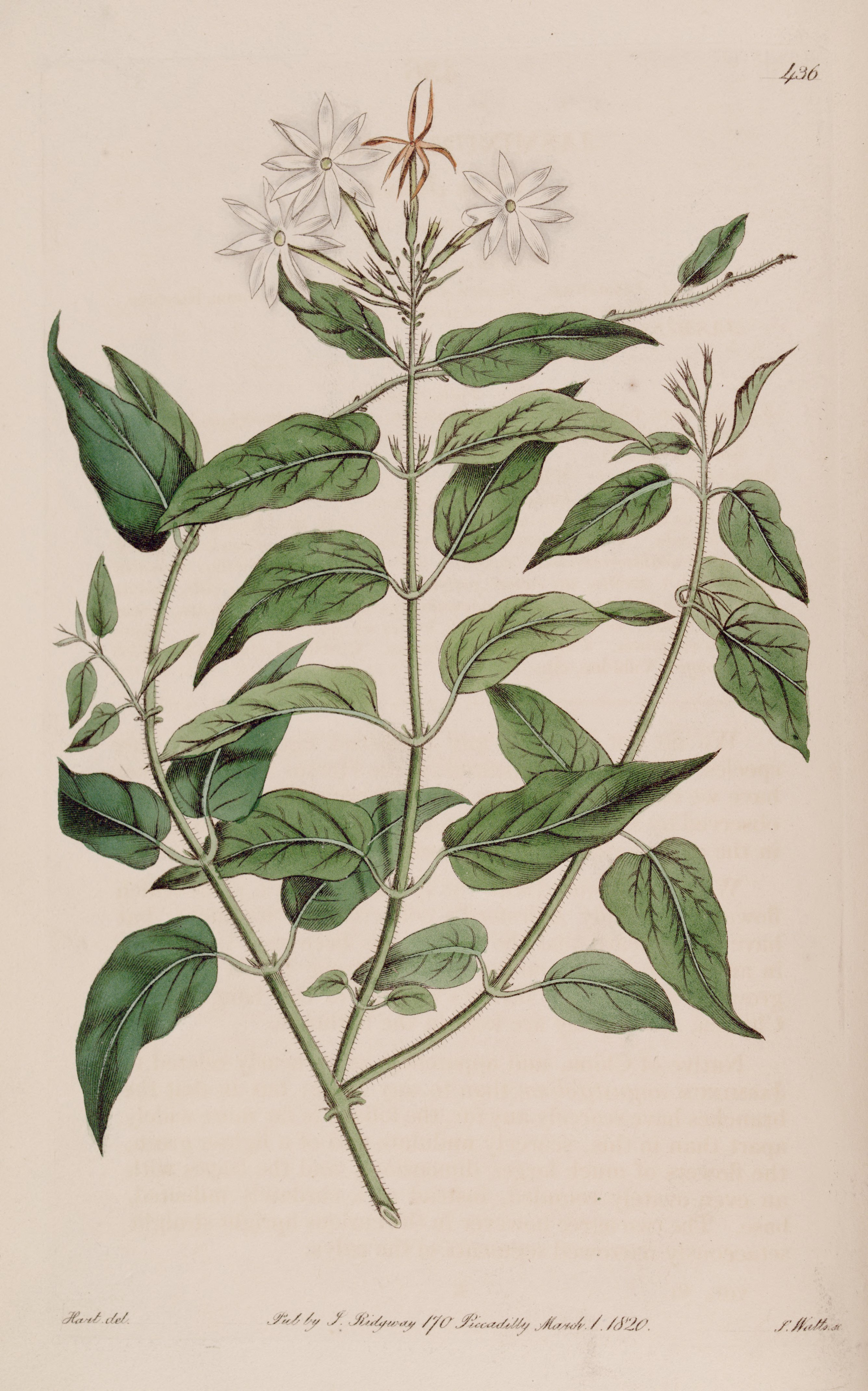